# Joan Antoni Baron Espinar
Joan Antoni Baron Espinar   (Melilla, 1955) és mestre i exalcalde de Mataró (Maresme) de 2004 a 2011. Des de 1995 era regidor.
“Inicio aquest blog amb la intenció que sigui el reflex de la meva activitat política. No és fàcil separar l'activitat política de la vida quotidiana quan hom fa d'alcalde. Una impregna l'altra de manera indestriable. Passar la ratlla és difícil i a vegades impossible. I, a més, crec fermament que la proximitat ha de ser la primera condició per dedicar-se a la política local.” Així començava el 20 de gener de 2006 la seva activitat com a bloguer el llavors alcalde de Mataró.
Actualment, cap del grup municipal del PSC-PM, a l'oposició, fa de mestre a l'escola pública Camí del Mig i manté la seva activitat al blog, Facebook i Twitter, combinant vivències personals, activitat com a casteller dels Capgrossos de Mataró i faceta política. Va ser un dels referents entre els alcaldes del país per la seva gestió directa i personal a les xarxes socials.